# 헤일 해밀턴

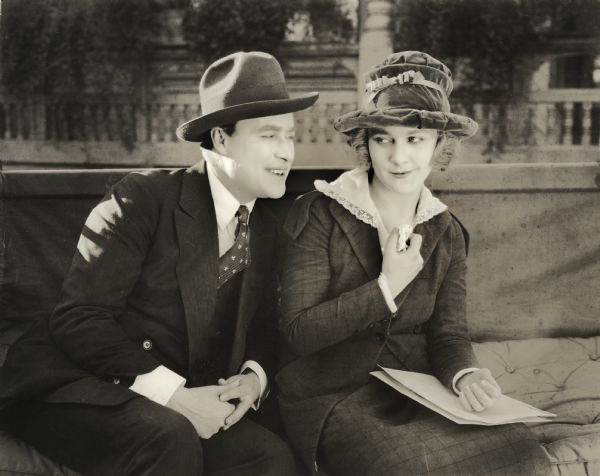

헤일 해밀턴(Hale Rice Hamilton, 1883년 2월 28일 ~ 1942년 5월 19일)은 미국의 영화배우이다.
토피카에서 태어났으며 할리우드에서 사망하였다.

## 영화
- 인간 에디슨 (1940년)
- 마르코 폴로의 모험 (1938년)
- 어느 날 밤의 살인사건 (1935년)
- 걸 프롬 미주리 (1934년)
- 커튼 엣 에이트 (1933년)
- 쓰리 온 어 매치 (1932년)
- 위험한 게임 (1932년)
- 러브 어페어 (1932년) - 브루스 하디 역
- 나는 탈옥수 (1932년)
- 쿠바인의 러브송 (1931년)
- 챔프 (1931년)